# 穎原善徳
穎原 善徳（えばら よしやす、1970年 - ）は日本の歴史学者。立命館大学文学部非常勤講師。
- 日清戦後における陸羯南の対外政策論  日本歴史 (541), p78-93, 1993-06
- 日清戦争期日本の対外観  歴史学研究 (663), p16-33, 1994-10
- 19世紀末日本の環太平洋構想--金子堅太郎における論理と展開 (1997年度〔大阪歴史学会〕大会特集号) -- (個人報告)  ヒストリア (158), 182-208, 1997-11
- 稲垣満次郎論--明治日本と太平洋・アメリカ  ヒストリア (160), 2-26, 1998-06
- 日清・日露戦争の世界史的位置 (1998年度 日本史研究会大会特集号統一テーマ 戦後歴史学の総括) -- (第4分科会--近現代史部会)  日本史研究 (439), 145-169, 1999-03
- 近現代 (1998年の歴史学会--回顧と展望) -- (日本)  永井 和 , 落合 弘樹 , 頴原 善徳 [他] 史学雑誌 108(5), 773-821, 1999-05
- 日本 : 近現代 三(一九九八年の歴史学界 : 回顧と展望)  頴原 善徳 史學雜誌 108(5), 778-783, 1999-05-20
- 国際法と国内法の関係をめぐる美濃部・立論争--韓国併合と領土権・主権論争  ヒストリア (181), 1-25, 2002-09
- 日清・日露戦争の世界史的位置 : 日本の国家形成と世界秩序の変容(平成十五年度博士論文(課程)要旨)
- 日本国憲法と国民主権 : 宮沢俊義から小沢一郎へ  日本史の方法 4, 36-58, 2006-06-15
- 日本国憲法存立の条件  日本史の方法 5, 182-207, 2007-02-15
- 「戦前日本における国際連盟中心主義と日本国憲法」  日本史の方法 6, 72-92, 2007-09-15
- 「国民主権受容の条件」  日本史の方法 7, 99-113, 2008-05-05
- 八月革命説再考のための覚書 (<特集> 1940〜50年代の日本の憲法と政治) （2012）
- 「帝国憲法改正案」成立の論理と条件(<小特集>近代日本の憲法と政治 : 100号記念特集号) （2013）